# Группа галактик NGC 4038
Группа галактик NGC 4038 — группа галактик в созвездии Ворона и Чаши. Группа может содержать от 13 до 27 галактик. Наиболее известными галактиками являются галактики Антенны, пара взаимодействующих галактик.

## Представители группы
В таблице ниже указаны галактики, принадлежность которых данной группе указана в Каталоге ближайших галактик, обзоре Fouque и др., каталоге LGG и трёх списках групп, созданных на основе выборки ближайших галактик в оптическом диапазоне, созданной Giuricin и др.
| Название                              | Тип          | R.A. (J2000)  | Dec. (J2000) | Лучевая скорость (км/с) | Видимая звёздная величина |
| ------------------------------------- | ------------ | ------------- | ------------ | ----------------------- | ------------------------- |
| Галактики Антенны (NGC 4038/NGC 4039) |              | 12ч 01м 53.3с | −18° 52′ 30″ | 1705 ± 5                | 13,0                      |
| NGC 3956                              | SA(s)c       | 11ч 54м 00.7с | −20° 34′ 02″ | 1645 ± 5                | 13,1                      |
| NGC 3957                              | SA0          | 11ч 54м 01.5с | −19° 34′ 08″ | 1637 ± 19               | 13,1                      |
| NGC 3981                              | SAB(s)bc pec | 11ч 56м 07.5с | −19° 53′ 46″ | 1723 ± 4                | 12,1                      |
| NGC 4024                              | SB0          | 11ч 58м 31.2с | −18° 20′ 49″ | 1694 ± 15               | 13,2                      |
| NGC 4027                              | SB(s)dm      | 11ч 59м 30.2с | −19° 15′ 55″ | 1671 ± 6                | 11,7                      |
| NGC 4033                              | E6           | 12ч 00м 34.7с | −17° 50′ 33″ | 1617 ± 20               | 13,2                      |
| NGC 4050                              | SB(r)ab      | 12ч 02м 54.0с | −16° 22′ 25″ | 1761 ± 8                | 13,1                      |
| PGC 37476                             | SB(rs)c      | 11ч 55м 50.6с | −18° 11′ 47″ | 1596 ± 8                | 14,0                      |
| PGC 38087                             | SB(s)cd      | 12ч 03м 24.4с | −19° 31′ 21″ | 1664 ± 7                | 15,0                      |
| UGCA 254                              | SAB(s)cd     | 11ч 54м 49.5с | −16° 51′ 50″ | 1813 ± 6                | 14,5                      |
| UGCA 257                              | SB(s)m       | 11ч 58м 25.4с | −22° 26′ 24″ | 1795 ± 5                | 13,6                      |

Также в некоторых случаях к группе относят галактики PGC 37513, PGC 37565 и UGCA 270. Точное количество объектов в группе неизвестно.

## Расположение
Группа галактик NGC 4038 наряду с остальными галактиками и группами галактик являются частью облака Чаши, являющегося частью Сверхскопления Девы.